# 上原美穂
上原 美穂（うえはら みほ、1998年6月27日 - ）は、テレビ大阪のアナウンサー。

## 来歴・人物
大阪府藤井寺市出身。上宮太子高等学校卒業。奈良学園大学の硬式野球部で、マネージャー兼主務を務めていた。
2021年4月、NHK福井放送局へキャスターとして入局した。『ニュースザウルスふくい』（福井ローカルのテレビ番組）でキャスターを担当したほか、福井県の高校野球でラジオ実況も行った。
2024年3月31日付でNHK福井放送局を退局すると、翌4月1日付で、アナウンサーとしてテレビ大阪（TVO）に移籍した。4月16日（火曜日）放送分の『やさしいニュースプラス』から、TVOの番組に出演している。

## 出演

### テレビ大阪
- やさしいニュースプラス（不定期出演、2024年4月16日 - ）
- やさしいニュース（不定期出演、2024年4月26日 - ）
- おとな旅あるき旅（不定期出演、2024年5月18日 - ）
- 走れ!みつくに社長 おススメ情報お届けします（2024年5月18日 - ）
- 特番・陣内&ケンコバが勝手にお祝い‼いらっしゃい！シン・テンマバシ（2024年6月8日）

### NHK福井放送局
テレビ
- ニュースザウルスふくい
- おはよう福井

ラジオ
- Dino★ラジ!
- 高校野球実況

## イベント
- 2024年12月23日 - 和泉市消防本部において一日消防長を務めた[2][3]。